# Coryphantha hintoniorum
Coryphantha hintoniorum är en kaktusväxtart som beskrevs av Dicht och A. Lüthy. Coryphantha hintoniorum ingår i släktet Coryphantha, och familjen kaktusväxter.

## Underarter
Arten delas in i följande underarter:
- C. h. geoffreyi
- C. h. hintoniorum

## Bildgalleri

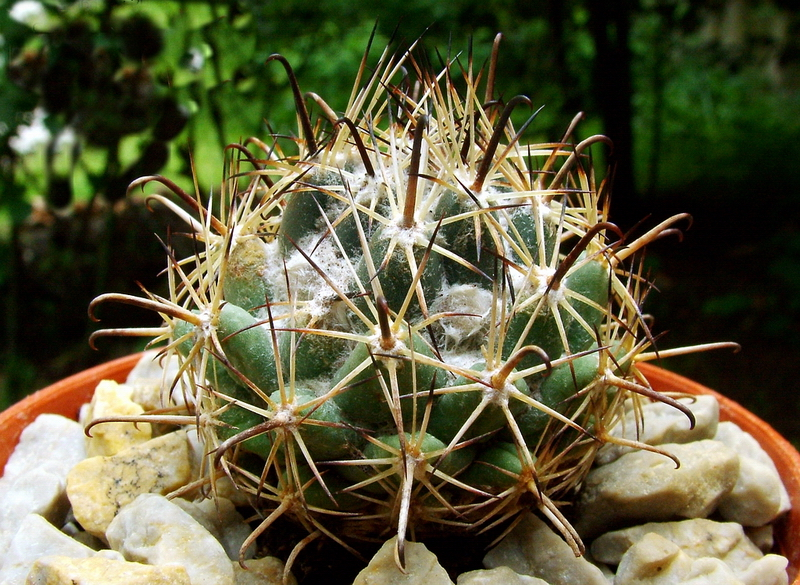